# استفان یانف
استفان یانف (بلغاری: Стефан Янев؛ زادهٔ ۳ آوریل ۱۹۳۹-درگذشته ۲ فوریهٔ ۲۰۲۴) بازیکن فوتبال و خبرنگار ورزشی اهل بلغارستان است.

## زندگی حرفه‌ای (باشگاه)
استفان یانف در ۳ آوریل ۱۹۳۹ در وارنا، بلغارستان متولد شد. او در دوران حرفه‌ای خود با حضور در ۲۲۹ مسابقه و ۱۶ گل در لیگ فوتبال بلغارستان (لیگ دسته یک فوتبال این کشور) برای کرونو مور وارنا بازی کرد. یانف در موضع هافبک میانی لوکوموتیو وارنا آغاز به کار کرد و سرانجام در پست هافبک به عنوان یک بازی ساز در این باشگاه تثبیت شد.
یانف در اولین حضور خود در باشگاه کرونو مور در ۲۷ سپتامبر ۱۹۵۹ در دیداری مقابل آکادمیک صوفیا با نتیجه (۴–۰) برنده شد در آن دو گل به ثمر رساند. او به سرعت خود را به عنوان رهبر خط میانی تثبیت کرد. یانف در اوت ۱۹۶۶ به تور انگلیس پیوست و در دیداری مقابل (باشگاه فوتبال کاونتری سیتی) در ورزشگاه هایفیلد رود بازی را باز کرد. این دیدار با تساوی ۱–۱ به پایان رسید.